# 張仝節
張仝節（1484年—？），字一中，廣西桂林右衛人，軍籍，明朝政治人物。

## 生平
正德十一年（1516年）丙子科廣西鄉試第三名舉人，十二年（1517年）中式丁丑科會試第一百七十二名，三甲第一百六十六名進士。兵部觀政，授廬州府推官，升戶部主事，謫布政使司理問。

## 家族
曾祖張紀；祖父張倣；父張旻，母石氏。慈侍下。弟張仝箴。